# Katedra św. Eulalii w Barcelonie
Katedra Świętej Eulalii (Catedral de la Santa Creu i Santa Eulàlia) w Barcelonie (Katalonia, Hiszpania) jeden z cenniejszych przykładów architektury gotyckiej w Hiszpanii. Wzniesiona w kilku etapach w XIII–XV w. na miejscu starszej świątyni wybudowanej przez Rzymian. W XIX w. otrzymała monumentalną neogotycką fasadę zachodnią stanowiącą wschodnią pierzeję placu katedralnego. Siedziba archidiecezji barcelońskiej. 

## Patrocinium
Świątynia poświęcona jest świętej Eulalii (zm. 304) – dziewicy, męczennicy, która według tradycji zginęła w Barcelonie w czasie ostatnich prześladowań chrześcijan za czasów panowania Dioklecjana i Maksymiana. Eulalia, zanim zginęła była torturowana i znieważana. Tradycja mówi, iż została publiczne obnażona, lecz nagle spadł śnieg, który oszczędził jej skromność. Pochowana jest w katedrze w bardzo bogato zdobionym nagrobku wykonanym z alabastru w stylu gotyckim. Dzieło wykonał uczeń Giovanniego Pisano.

## Dzieje
Geneza katedry barcelońskiej sięga czasów rzymskich, kiedy na tym terenie została wzniesiona świątynia. Znana już od 343 świątynia po upadku cesarstwa została przejęta przez Wizygotów. Nowy kościół powstał w VI wieku, istniał do 985, kiedy to został zniszczony z rąk Maurów. W 1058 wzniesiono na tym miejscu nowy romański kościół, zaś w 5 maja 1298 położono kamień węgielny pod nowy, większy kościół zachowując fragmenty starszej świątyni. Budowa trwała długo, aż do 1448. Wówczas powstało obecne gotyckie prezbiterium, transept, trójnawowy korpus oraz zabudowania wraz z krużgankiem. W 1500 do kamiennej świątyni dobudowano dzwonnicę. Skromna elewacja zachodnia z późnoromańskim portalem otrzymała w latach 1887–1898 reprezentacyjną fasadę w stylu neogotyckim z ośmioboczną wieżą i wielkim reprezentacyjnym wejściem na osi. Pracami kierowali architekci August Font i Josep Oriol Mestres. 

## Wystrój wnętrza
Oprócz nagrobka św. Eulalii katedra kryje inne dzieła rzeźby gotyckiej, takie jak stalle, czy też portal Św. Iwona. W jednej z kaplic znajduje się krzyż pochodzący ze statku, który brał udział w bitwie pod Lepanto Bitwa ta pomiędzy Turcją a Ligą Świętą, zakończona zwycięstwem chrześcijan miała miejsce w 1571. Od strony południowej do katedry przylegają zabudowania dawnej siedziby arcybiskupa, skupione wokół czworobocznego krużganka. W wirydarzu znajduje się mały staw z fontanną, w którym pływa trzynaście gęsi, co ma symbolizować wiek patronki.

## Galeria

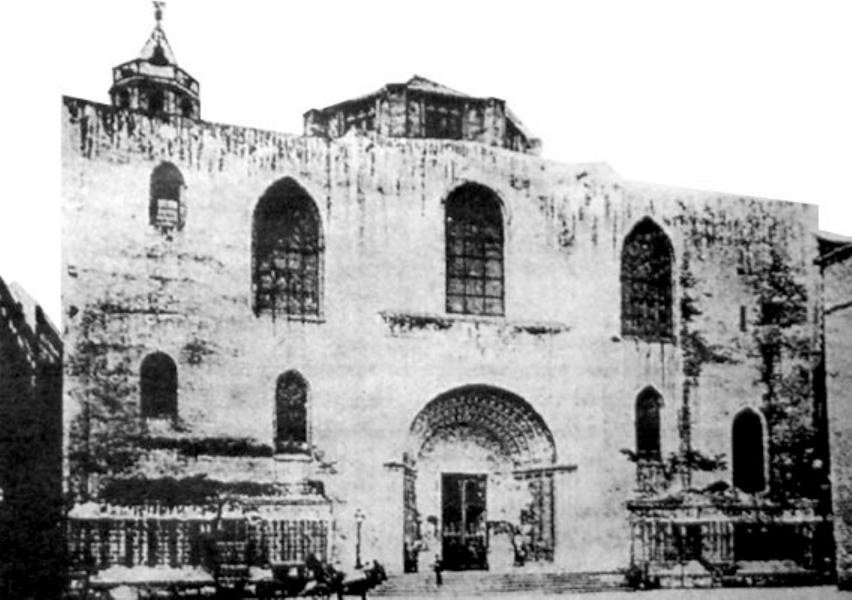
Widok na katedrę przed wzniesieniem fasady zachodniej
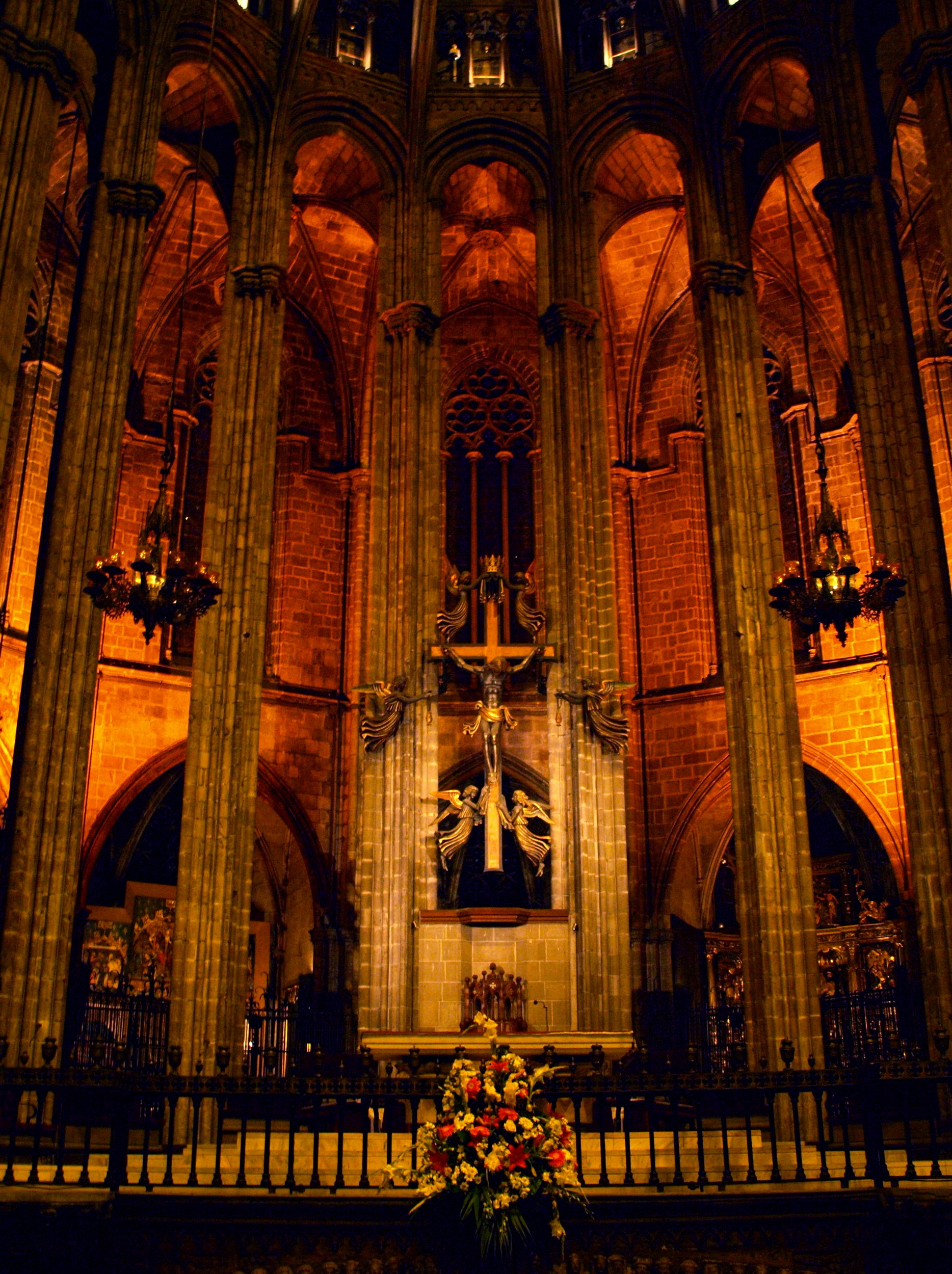
Prezbiterium z ołtarzem głównym.
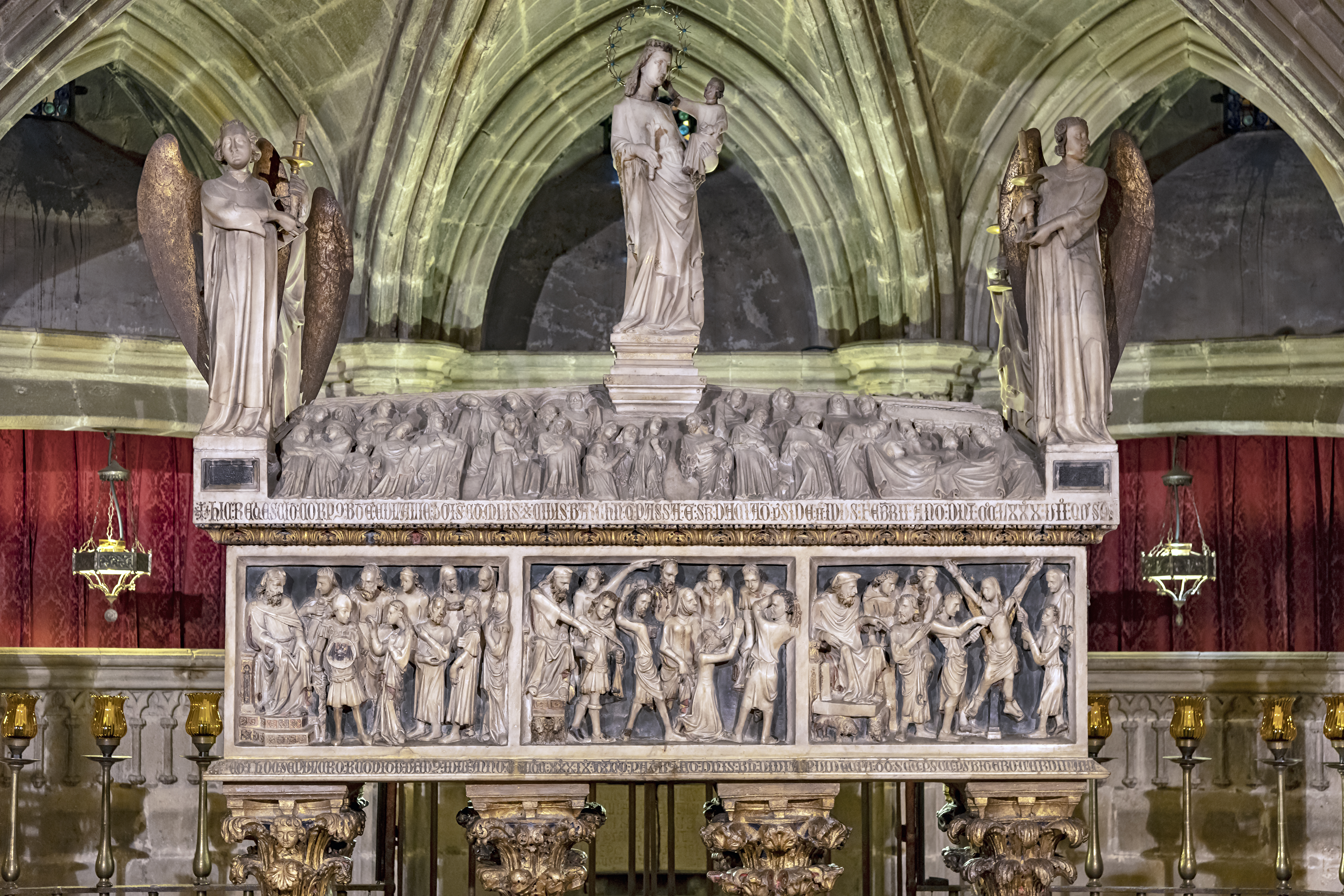
Grób św. Eulalii.
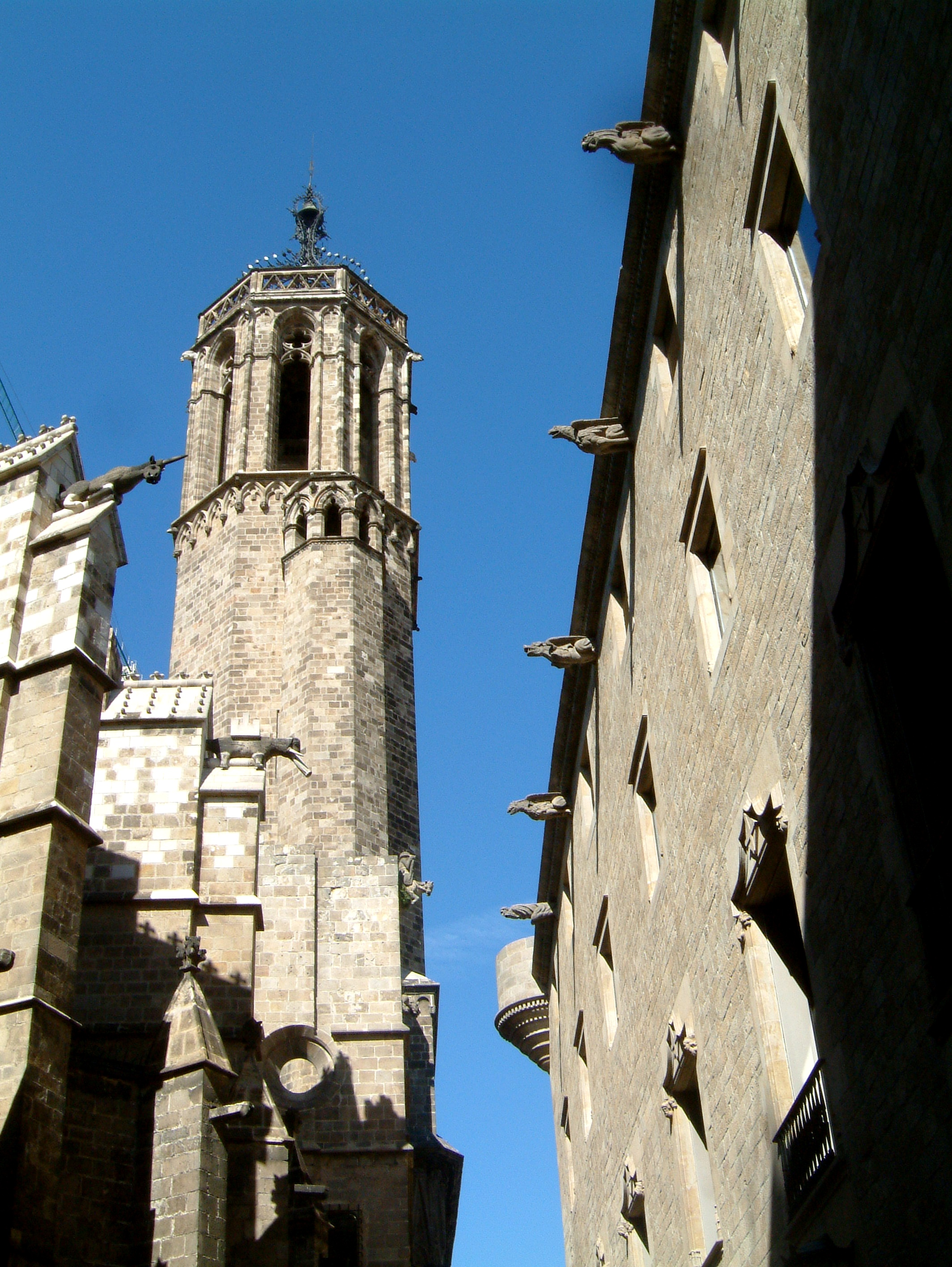
Widok na gotycką dzwonnicę.
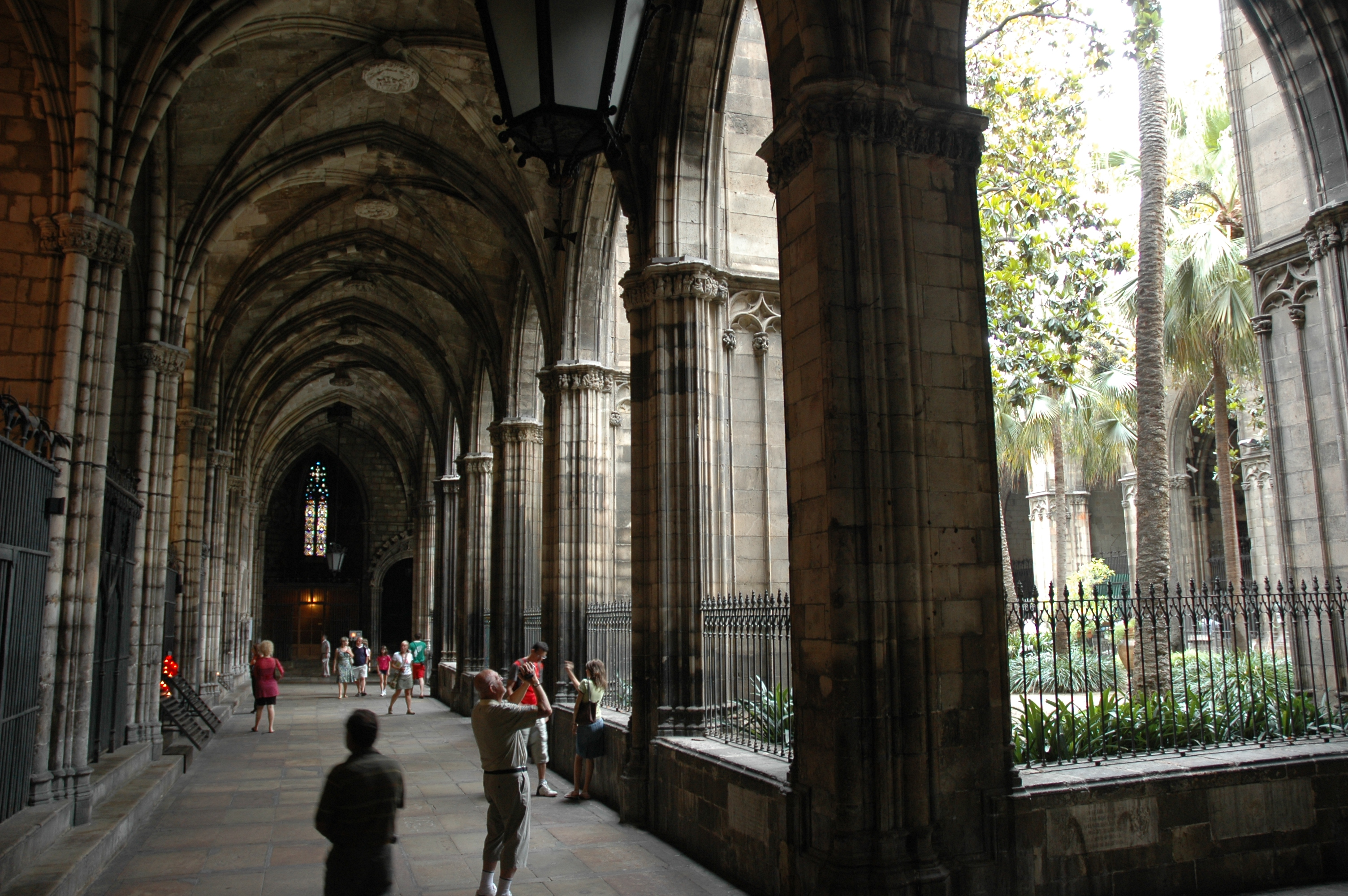
Krużganki
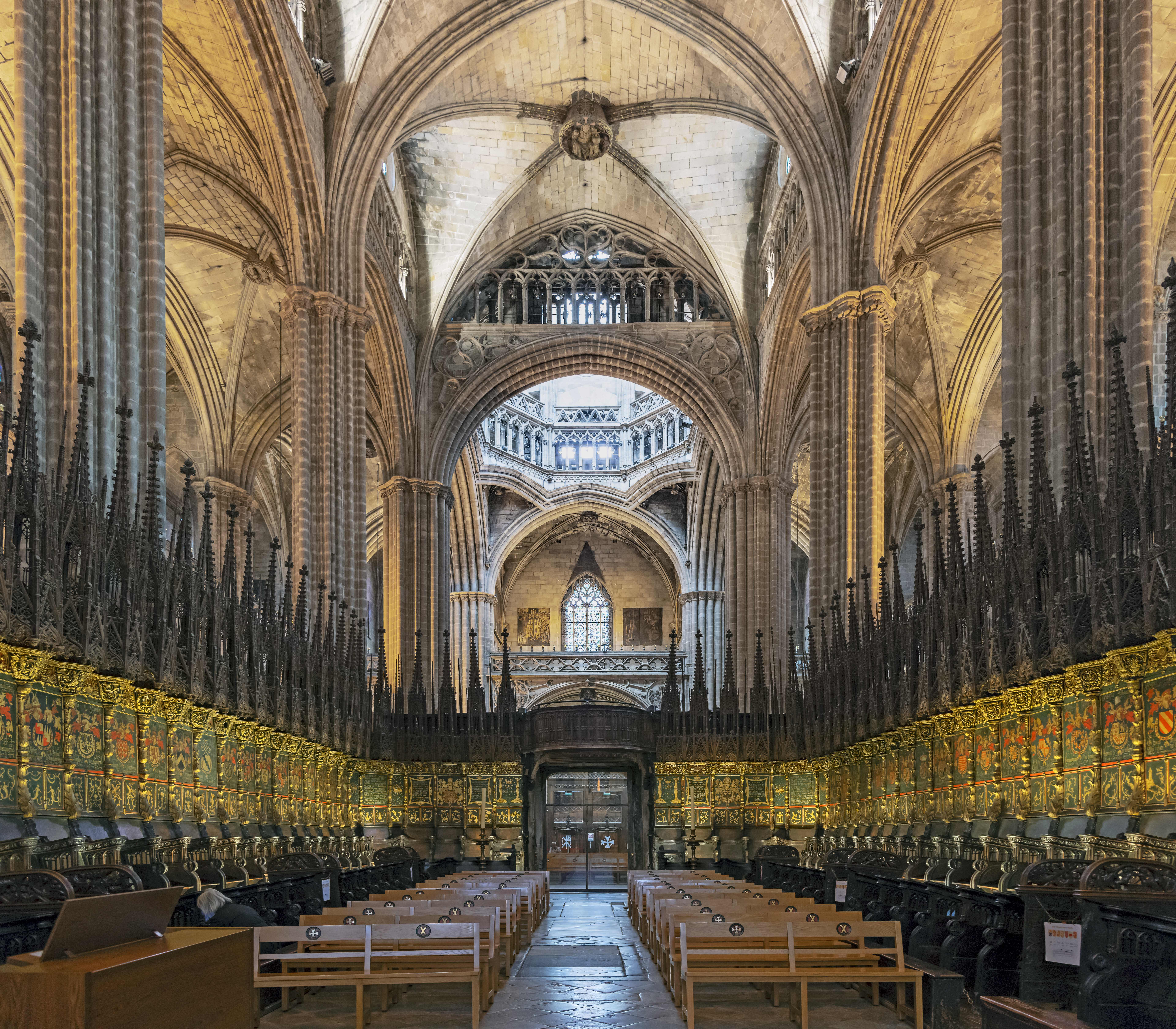
Widok na gotyckie stalle w prezbiterium
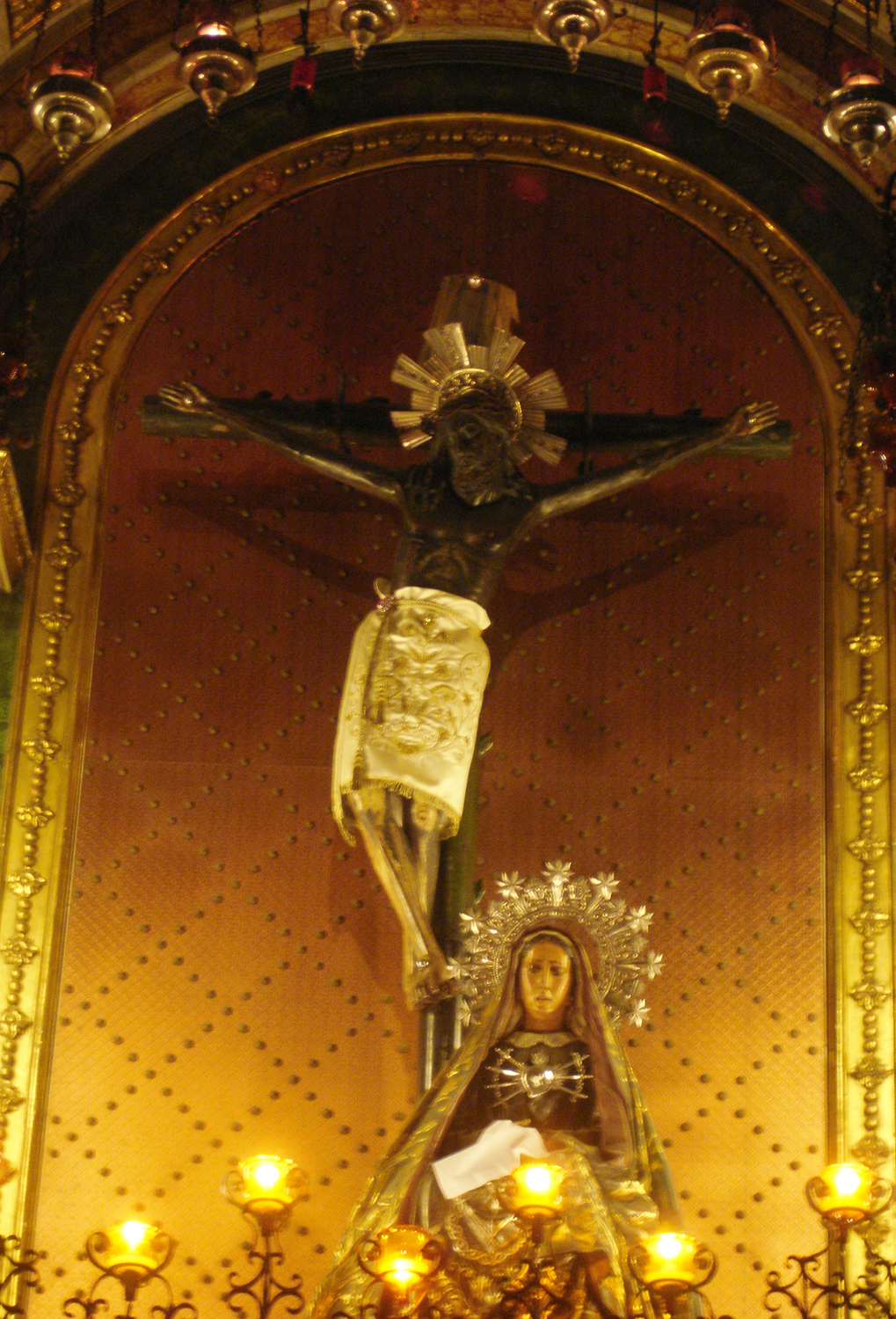
Krzyż z bitwy pod Lepanto